# Ipso facto
Ipso facto és una llatinada que significa pel mateix acte o immediatament, sense necessitat d'un procés.
En l'àmbit jurídic civil, es considera oposada a l'expressió ipso iure que es pot traduir com «pel dret» o de «ple dret». A més, en l'àmbit jurídic, l'expressió ipso facto serveix per a referir-se a una conseqüència jurídica que s'ha produït automàticament en virtut d'un fets o acte. Se l'ha de distingir d'un altre automatisme jurídic ex officio que és la conseqüència d'una funció i no pas d'un acte de la persona. Exemple: el president de França és ex officio copríncep d'Andorra, quan dimiteix com president ipso facto ja no és copríncep.
Segons el dret canònic, la dimissió ipso facto o sense procés es produeix quan un dignitari catòlic, secular o regular, comet un acte considerat com incompatible amb la funció sacral. El cànon 694 estipula com una raó de dimissió automàtica: apostasia pública, casament, hi comprés el casament civil i comerç amb persones de sexe oposat. Els catòlics consideren que la dimissió ipso facto és un recurs legítim per a protegir-se en foragitar els ineptes. Un altre aplicació és la dissolució ipso facto del matrimoni contret per dues persones no batejades, quan un es bateja i l'altre no.
D'un altre costat, el «privilegi del canon» estipula que qualsevol persona que infereix violència física a un clergue o a un religiós incore ipso facto l'excomunió.